# Палеолитски локалитет Лонџа
Палеолитски локалитет Лонџа налази се у оквиру насељеног места Макљеновац, град Добој, Република Српска и један је од најстаријих археолошких налазишта на територији Босне и Херцеговине.

## Историјат
Проучавање палеолита на територији Босне и Херцеговине започело је половином 20. века, а први палеолитски локалитет је откривен августа 1949. године у Макљеновцу код Добоја, а открио га је археолог Земаљског музеја у Сарајеву, Ђуро Баслер. Премда је локалитет практично уништен радом каменолома, количина и карактер материјала били су довољни да се локалитет археолошки интерпретира као палеолитски. Ова констатација представља историјски значајан моменат, јер је указала на постојање палеолитских локалитета у региону.

## Фазе истраживања

### Прва фаза
Током прве фазе (1949-1958), рад на терену се одвијао веома полако, углавном због недостатка техничког искуства и адекватне археолошке традиције. Паралелно са првим ископавањима почело је и трагање за новим палеолитским локалитетима. Рекогносцирања у региону резултирала су открићем неколико значајних локалитета, од којих је потребно посебно истаћи Лонџу, локалитет Лушчић (село Кулаши) и Високо Брдо (село Лупљаница).
Чињеница да је одређен број нових, до сада непознатих, палеолитских станишта откривен на релативно малој регији, покренула је низ нових истраживања у региону. Међутим, локалитети нису ни приближно били ископавани са прецизношћу потребном за наведени период и карактер археолошког материјала, а у случају када су артефакти прецизно прикупљани, процес описивања геолошких слојева и археолошких контекста није постојао.

### Друга фаза
Друга фаза истраживања обележена је детаљнијим методама ископавања у периоду од 1959. до 1969. Овом приликом истражено је неколико локалитета, а године 1962-1963. предузета су ископавања на Малој Градини у Кулашима, Хендеку и Макљеновцу. Готово цела наведена деценија била је обележена новим истраживањима, уз добијање нових резултата на којима је почела да се гради идеја да је овај регион био посебно повољан за насељавање у време средњег и горњег палеолита, неандерталца (Homo sapiens neanderthalis) и савременог човека (Homo Sapiens Sapiens). Резултати истраживања обављених до 1963. године су систематизовани у раду објављеном поводом 75-годишњице Земаљског музеја у Сарајеву (Basler, 1963b: 5–24), а 1966. године представљени су на Међународном конгресу праисторијске археологије у Прагу.

### Трећа фаза
Истраживања током 70.тих година двадесетог века, која се сврставају у трећу фазу или фазу истраживања са развијеним техникама ископавања, углавном су била под руководством др Ђуре Баслера који је са својим сарадницима идентификовао преко 65 палеолитских локалитета у БиХ, углавном дуж река Босне и Укрине. Археолошка ископавања на наведеном подручју дала су много доказа у виду велике количине окресаних камених алатки (сечива, левалоа одбици, пострушке, грубо окресани листолики шиљци), а који сведоче о активностима палеолитских људи на овим просторима

### Четврта фаза
У наредном периоду, почетком 90.их година, ратно стање довело је Босну и Херцеговину у стање опште стагнације на пољу свих аспеката, па тако и археологије. Годинама након завршетка рата, приоритети државе били су изградња и обнова земље. Четврта фаза археолошких истраживања, тзв. фаза нових перспектива, почиње тек 2006. године, када је екипа стручњака са Универзитета у Кембриџу под руководством проф. др Престона Мирикла и мр Тонка Рајковаче, а у сарадњи са Музејом у Добоју и археологом Ђоком Јовановићем, извршила ревизионо рекогносирање подручја Добој и Прњавор, тј. територију надлежности Музеја у Добоју, а која се могла поистоветити са токовима река Босне, Усоре и Укрине и њихових притока. Почетни циљ био је утврђивање позиција постојећих палеолитских локалитета GPS уређајем и констатовање њиховог тренутног стања, да би се касније та идеја надоградила и прерасла у рекогносцирање читаве регије уз пробна сондажна ископавања.
Рекогносцирања и пробна сондажна ископавања настављена су од 2007. године до данас. Долина реке Врбас детаљно је истражена, а велики број до сада непознатих локалитета уцртан је на археолошку мапу региона. Геоархеолошка истраживања спроведена 2009. и 2010. године била су усмерена на истраживање људске интеракције са природним окружењем у касном глацијалу - раном холоцену, као и на промовисање и развој геоархеолошких метода при проучавању природне средине северне Босне.

## Датирање
Локалитет Лонџа спада међу најзначајније локалитете који су датовани као средњопалеолитски, а налазе се на подручју панонске регије, заједно са локалитетима: Даниловића брдо, Грабовац брдо, Кадар, Камен, Мала Градина, Марковац, Велики Мајдан, Високо брдо, Зобиште, Растуша, Клашнице. Средњи палеолит на овом подручју је окарактерисан као мустеријенски, а типични мустеријен представља фазу средњег палеолита када је северна Босна била најгушће насељена. Климатски услови су били најповољнији за живот и опстанак у односу на остатак Европе.
Могућа претпоставка је да се на хоризонтима локалитета Лонџа, Високо брдо и вјероватно Камен, налазио слој млађег палеолита са архаичним облицима из којег се могао развити класични орињасијен - најстарија и морфолошки најизразитија манифестација млађег палеолита.
Напредну фазу развоја млађег палеолита северне Босне представља култура из круга граветијена, а међу импресивним налазиштима се издваја локалитет Лонџа код Макљеновца. Основне карактеристике панонског граветијена су отворени типови насеља и присуство врло бројне заједнице људи на једном месту.

## Артефакти
На локалитетима Камен, Лонџа и Зобиште пронађени су и природно стрмо окресани ножеви и издужени одбици.

## Презентација у Музеју у Добоју
Стручни кадар Музеја у Добоју је учествовао у активностима истраживања археолошког локалитета и многи налази са овог мјеста се чувају у Музеју и доступни су јавности.